# Les Sœurs Brontë
Pour les articles homonymes, voir Brontë.
Pour plus de détails, voir Fiche technique et Distribution.
Les Sœurs Brontë est un film français réalisé par André Téchiné et sorti en 1979.

## Synopsis
Dans la première moitié du XIXe siècle, à Haworth, dans les landes du Yorkshire, les quatre enfants de la famille Brontë, Charlotte, Emily, Anne et leur frère Branwell, ont des dispositions pour l'écriture. Charlotte, l'aînée, et Anne, la cadette, deviennent préceptrices chez des familles des environs tandis qu'Emily, en vrai garçon manqué, préfère continuer à hanter la lande. Charlotte et Emily se rendent sur le Continent pour perfectionner leur français dans le but d'ouvrir ultérieurement une école. Le sort va en décider autrement : Charlotte tombe amoureuse d'un de ses professeurs sans réciprocité. Branwell, devenu précepteur et transi d'amour pour la maîtresse de maison, sombre dans l'alcool et la drogue ; ses excès et la tuberculose auront raison de lui. Emilie publie Les Hauts de Hurlevent et meurt peu après de la tuberculose. Anne disparait également quelques mois après Emily. Charlotte sera la seule à connaître le succès de son vivant et épousera un vicaire amoureux d'elle depuis toujours.

## Fiche technique
Sauf indication contraire, les informations mentionnées dans cette section peuvent être confirmées par la base de données cinématographiques IMDb,  présente dans la section « Liens externes ».
- Titre original : Les Sœurs Brontë
- Réalisation : André Téchiné
- Scénario et dialogues : Pascal Bonitzer et André Téchiné avec la participation de Jean Gruault
- Assistant à la réalisation : Alain Centonze
- Décors : Jean-Pierre Kohut-Svelko
- Costumes : Christian Gasc
- Photographie : Bruno Nuytten
- Son : Alain Curvelier
- Montage : Claudine Merlin
- Musique : Philippe Sarde (édition Pema Music/production Georges Bacri)
- Production : Alain Sarde, Daniel Toscan du Plantier[1]
- Producteurs délégués : Klaus Hellwig, Yves Gasser, Yves Peyrot[1]
- Directeur de production : Daniel Messere[1]
- Sociétés de production : Action Films (France), Gaumont (France), France 3
- Société de distribution : Gaumont Distribution (France)
- Pays d'origine : France
- Langue originale : français
- Format : couleur (Eastmancolor) — 35 mm — 1.66:1 — monophonique
- Genre : biographie, drame
- Durée : 120 minutes
- Date de sortie :
  - France : 9 mai 1979
- (fr) Classifications CNC : tous publics, Art et Essai (visa d'exploitation no 48519 délivré le 9 mars 1979)

## Distribution
- Isabelle Adjani : Emily Brontë
- Marie-France Pisier : Charlotte Brontë
- Isabelle Huppert : Anne Brontë
- Pascal Greggory : Branwell Brontë
- Patrick Magee : le révérend Patrick Brontë, le père
- Alice Sapritch : Elizabeth Branwell, la tante
- Hélène Surgère : Madame Robinson
- Adrian Brine : Monsieur Robinson
- Roland Bertin : Monsieur Nicholls
- Xavier Depraz : Monsieur Héger
- Julian Curry : Monsieur Smith (en), l'éditeur de Charlotte
- Renée Goddard : Tabby, la femme de chambre
- Jean Sorel : Leyland (en)
- Roland Barthes : William Makepeace Thackeray

Et par ordre alphabétique :
- Katerine Apanovitch
- Pierre Baillot
- Carol Bentley
- John Blain
- Pascal Bonitzer : l'associé de Smith qui fume le cigare
- Jean-Louis Bouttes
- Bert Brooks
- Hélène Flahault
- Tom Harrison
- Geoffrey Hooper
- Julien Kouchener
- Peter Martin
- Elisabeth Mickerey
- Lorraine Peters
- Alice de Poncheville
- Ted Richards
- Pat Roe
- Julie Shipley
- Arthur Spreckley
- Michael Syers
- Teddy Turner
- John Welsh

## Production

### Tournage
- Période de prises de vue : 3 juillet au 17 septembre 1978[1].
- Extérieurs : Yorkshire (Angleterre)[1].

### Montage
André Téchiné avait envisagé ce projet depuis plusieurs années. Il fut cependant déçu, car il trouvait le film beaucoup trop préparé. Lorsqu'il eut achevé le tournage et qu'il monta une version de trois heures, ses producteurs recommandèrent de raccourcir le film. André Téchiné, ayant pour hantise d'ennuyer le spectateur, réduisit le film à deux heures.
Après la sortie du film, Téchiné voulait retravailler sur le montage et proposer la version longue avec plusieurs scènes coupées qu'il avait aimées et qui rendaient le film plus dynamique selon ses dires. Il découvrit que les scènes coupées avaient brûlé.

### Musique
La musique originale de Philippe Sarde interprétée par le London Symphony Orchestra dirigé par Carlo Savina, cantatrice : Elizabeth Harwood. La musique additionnelle est l'ouverture de Tancrède de Rossini par l'Academy Saint-Martin in the Fields dirigé par Neville Marriner (disque Philips - stéréo 6500 878).

## Distinctions

### Nominations
5e cérémonie des César : 
- Bruno Nuytten nommé pour le César de la meilleure photographie.
- Claudine Merlin nommée pour le César du meilleur montage.

### Sélection
Festival de Cannes 1979 : sélection officielle, en compétition.